# Everything Sunny All the Time Always
"Everything Sunny All the Time Always" é o 22.º episódio da quinta temporada da série de televisão de comédia de situação norte-americana 30 Rock, e o 102.° da série em geral. Foi realizado por John Riggi e teve o seu enredo co-escrito por Kay Cannon e Matt Hubbard. A sua transmissão original nos EUA ocorreu através da rede de televisão National Broadcasting Company (NBC) na noite de 28 de Abril de 2011. Dentre os artistas convidados, estão inclusos Margaret Cho, Adriane Lenox, Elizabeth Banks, e Ted Arcidi. O apresentador de televisão Thomas Roberts e a cientista política Condoleezza Rice também participaram desempenhando versões fictícias de si mesmos.
No episódio, Tracy Jordan (interpretado por Tracy Morgan) finalmente regressa ao TGS with Tracy Jordan (TGS), e descobre que os membros da sua comitiva desenvolveram uma piada interna com o estagiário Kenneth Parcell (Jack McBrayer) da qual ele não faz parte. Entretanto, Avery Jessup (Banks), esposa de Jack Donaghy (Alec Baldwin), é capturada por Kim Jong-il enquanto filmava notícias para a NBC, e é forçada a apresentar o noticiário da Coreia do Norte e a se casar com o filho do Presidente, Kim Jong-un. Além disso, ao mesmo tempo em que tenta resolver a sua vida pessoal, Liz Lemon (Tina Fey) batalha com um saco de plástico pendurado na árvore em frente do seu apartamento.
Em geral, "Everything Sunny All the Time Always" foi recebido com uma mistura de admiração e frustração pelos críticos especialistas em televisão do horário nobre. Apesar de elementos como o humor mordaz e absurdo, exemplificado pela representação de Kim Jong-il por Cho, a interação musical entre Jack e Rice, e ainda as conversas de Liz com o saco de plástico falante terem sido apreciados, o recurso a estereótipos étnicos foram repreendidos e considerados excessivos e ofensivos. O regresso de Tracy foi bem recebido, mas os críticos sentiram que a sua história de recriação de piadas internas não teve grande impacto. De acordo com o sistema de mediação de audiências Nielsen Ratings, foi assistido por uma média de 3,95 milhões de agregados familiares durante a sua transmissão original norte-americana, e foi-lhe atribuída a classificação de 1,9 e cinco de share entre os telespectadores pertencentes ao perfil demográfico dos dezoito aos 49 anos de idade. Esta foi a menor quantidade de telespectadores alguma vez reunida para a assistir a um episódio de 30 Rock.

## Referências culturais

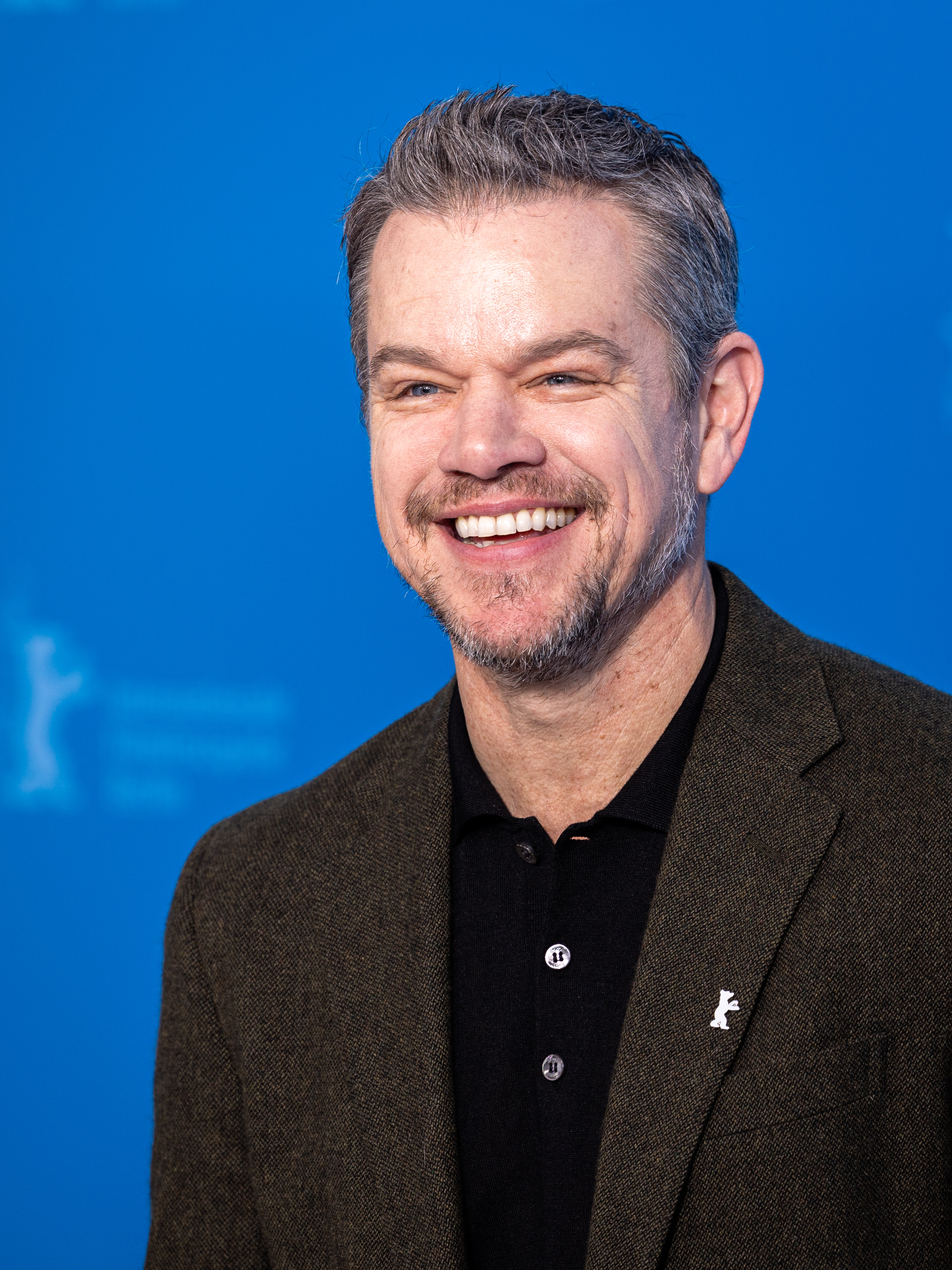
Matt Damon foi referenciado no episódio. Ele já participou de 30 Rock em quatro episódios.

### Análises da crítica

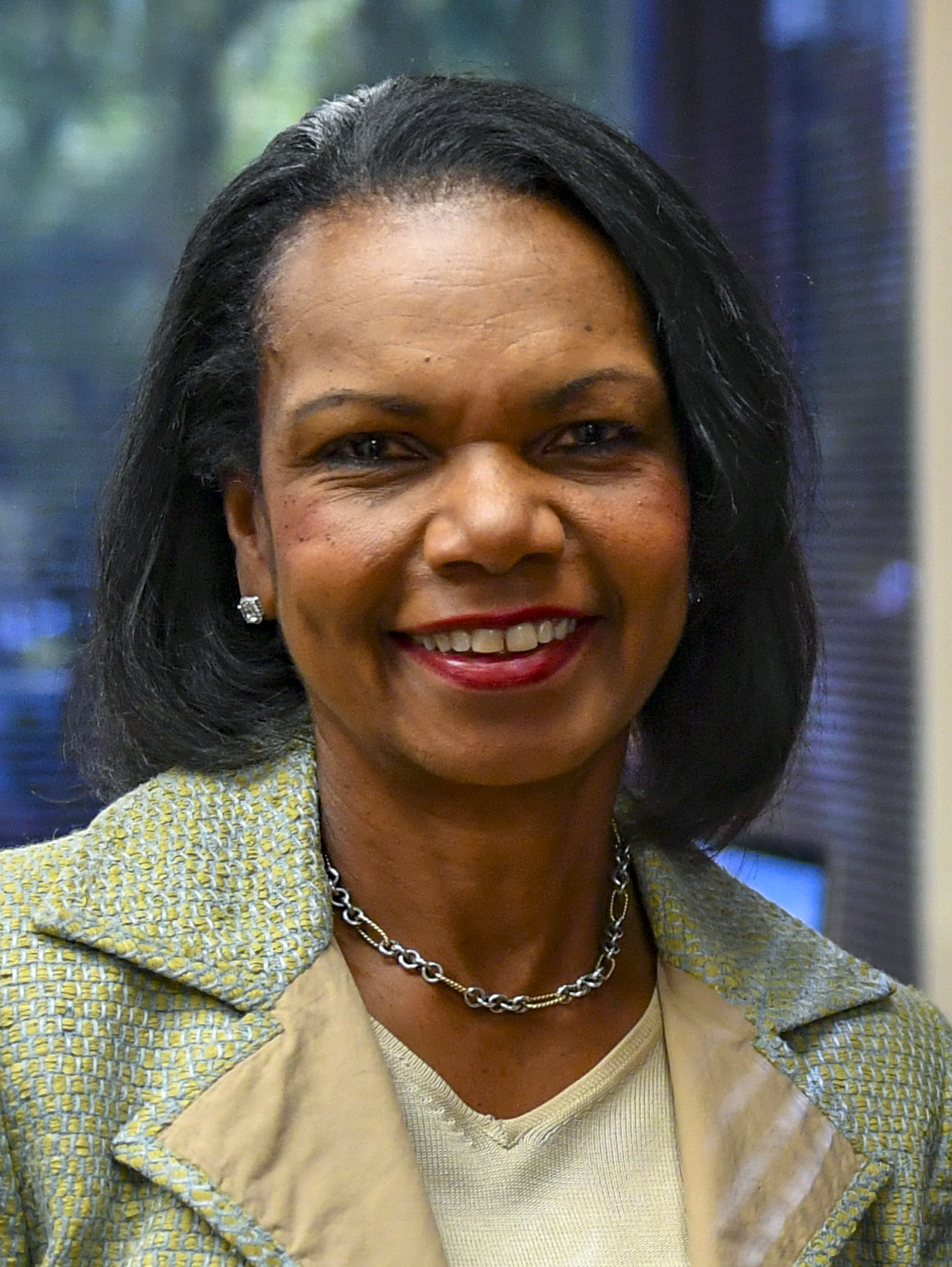
Condoleezza Rice foi bastante elogiada pela sua participação, porém, foi observada a sua inexperiência como atriz.

## Produção e desenvolvimento

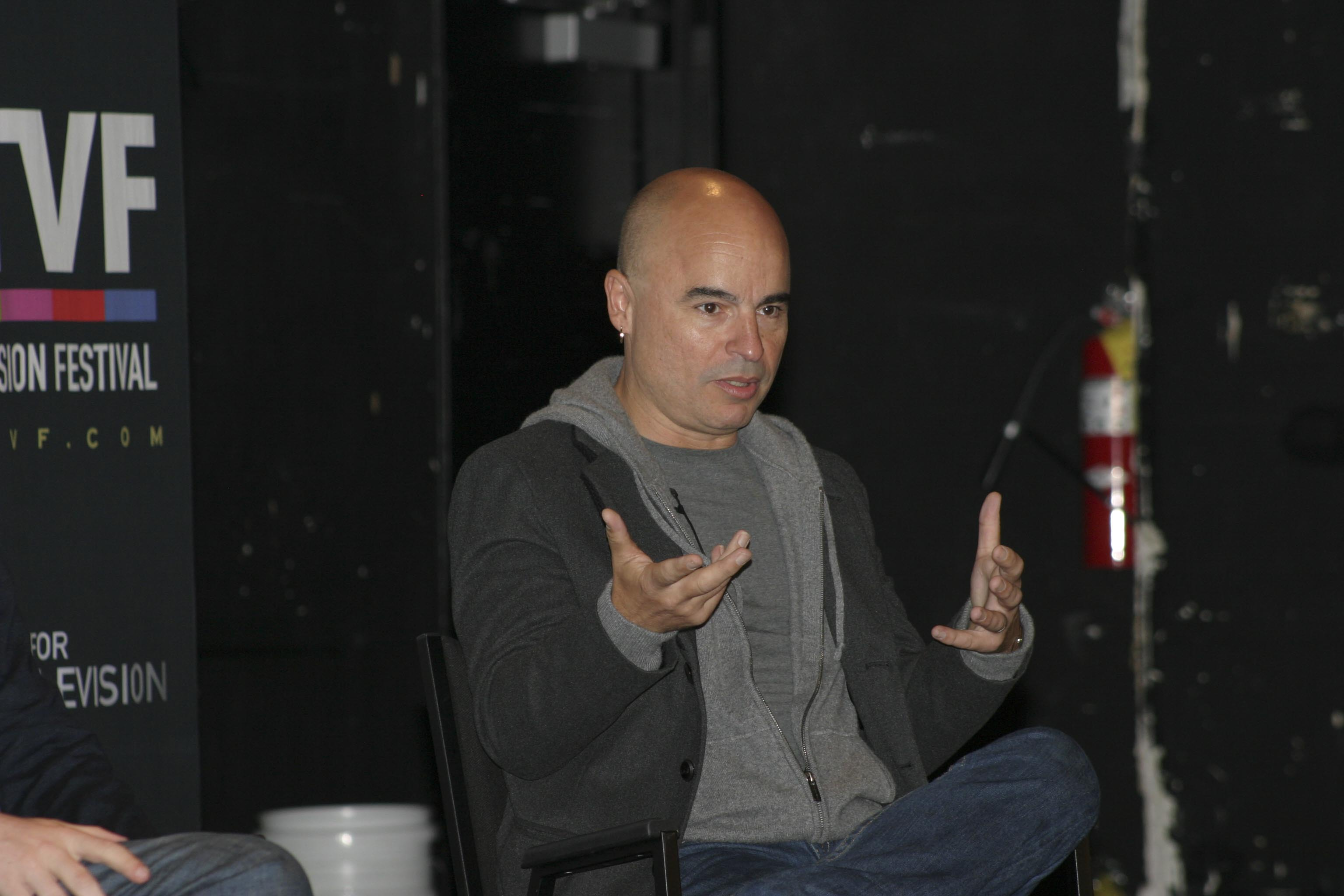
O episódio foi realizado por John Riggi, que originou o conceito da trama de Liz.

"Everything Sunny All the Time Always" é o 22.º episódio da quinta temporada de 30 Rock. O seu enredo foi co-escrito por Kay Cannon e Matt Hubbard, Para Cannon, que assumia ainda o título de produtora no seriado e também fez três participações especiais, esta foi a sua décima e penúltima vez a trabalhar no guião de um episódio, enquanto para Hubbard, que assumia também o título de co-produtor executivo, foi a sua 13.ª vez. O episódio foi realizado por John Riggi, na sua oitava vez a trabalhar como realizador para o seriado. Riggi assumia também a função de produtor executivo e já havia redigido argumentos. A trama do episódio que envolve Liz a lutar para remover um saco de plástico pendurado na árvore em frente ao seu apartamento foi desenvolvida por Riggi, e inspirada por uma situação similar da vida de Tina Fey, criadora, produtora executiva, argumentista-chefe e atriz principal de 30 Rock. De acordo com o relatado por Riggi, Fey e o seu esposo Jeff Richmond compraram um apartamento novo. "A Tina estava a mostrar-me o local e tinha um saco do Gristedes [Supermercados] naquela janela — na árvore. Ela diz: 'Estás a ver aquele saco? Isto está a deixar o Jeff louco. Eu fiquei tipo 'A sério?' [Ela] ficou do tipo 'Ele já contacou a cidade. Ele tentou livrar-se daquilo." Riggi achou a história engraçada e decidiu elaborar um episódio inteiro acerca dela.
"Everything Sunny All the Time Always" marcou a estreia de Margaret Cho em 30 Rock. Uma fã assumida do seriado, ela desempenhou uma versão fictícia de Kim Jong-il, Presidente da Coreia do Norte. A equipa de 30 Rock já havia no passado contactado a atriz acerca de uma participação mas, na altura, nada se concretizou. Ela já havia trabalhado com Riggi nos anos 90 como comediantes de stand-up. A trama na qual a personagem de Cho está envolvida foi inspirada no historial de raptos e detenções da Coreia do Norte, inclusive Laura Ling em 2009. No episódio, Kim Jong-il afirma que Ling deixou o país porque "não consegue se divertir tanto como nós." Na vida real, o presidente era conhecido como um grande fã de cinema, tendo raptado cineastas para participarem e criarem filmes. Este aspeto faz parte do episódio, com Kim Jong-il a filmar o seu próprio tributo ao trabalho de Alec Baldwin, no qual a personagem Tracy Jordan também aparece. Este episódio foi transmitido antes do ator Dennis Rodman visitar a Coreia do Norte e fazer amizade com Kim Jong-un.

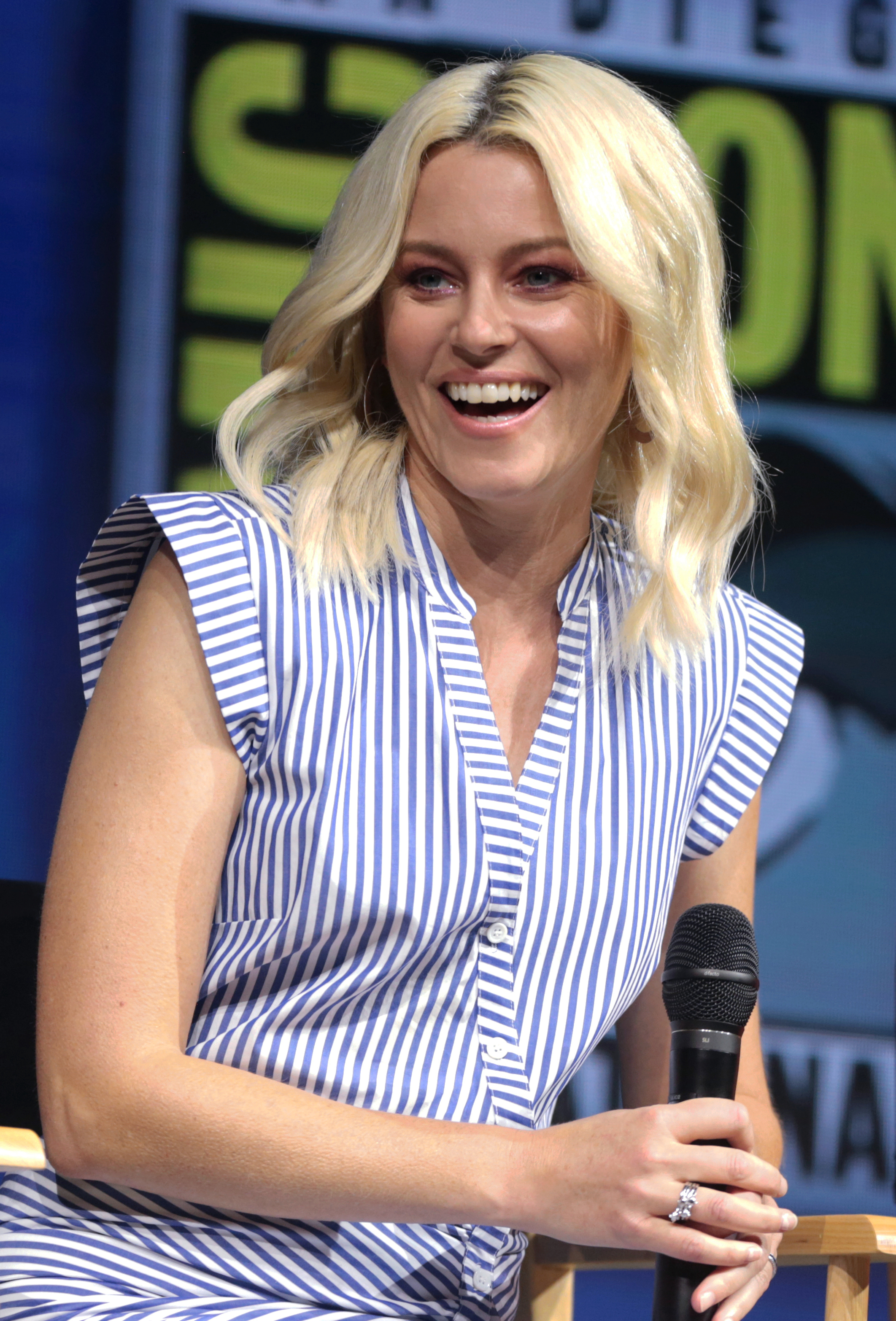
"Everything Sunny All the Time Always" marcou a aparição final de Elizabeth Banks na temporada.

Em "Everything Sunny All the Time Always", de modo a tentar salvar a sua esposa, Jack contacta uma das suas ex-namoradas, Condoleezza Rice. O seriado já havia feito menção este namoro em "The Baby Show", na primeira temporada. Rice teve a oportunidade de exibir as suas habilidades de pianista no episódio, sendo ela, na vida real, uma pianista de concerto. "Everything Sunny All the Time Always" marcou a aparição final de Elizabeth Banks nesta temporada; ela apenas regressaria ao seriado nos episódios finais da temporada seguinte. Devido à sua agenda preenchida, por causa do seu trabalho nos filmes The Hunger Games, os argumentistas decidiram criar esta trama acerca do rapto da sua personagem para justificar a sua ausência. Outra participação especial em "Everything Sunny All the Time Always" foi do apresentador de televisão Thomas Roberts, que interpretou uma versão fictícia de si mesmo. Em entrevista para o blogue Towlerode, Roberts afirmou que "esperava ter um papel recorrente" no seriado, ansiando que "Liz Lemon desenvolva uma paixoneta por mim apenas para [mais tarde] descobrir que eu jogo para a outra equipa." Ele viria a participar de 30 Rock em cinco episódios da sexta temporada.
Judah Friedlander, intérprete do argumentista Frank Rossitano em 30 Rock, é conhecido pela sua coleção de chapéus de camionista adornados com vários slogans, frases e palavras. Esta caraterística não é apenas um adereço aleatório, mas sim uma parte integrante da personalidade de Frank e do humor da série. Segundo Friedlander, ele desenha e cria estes chapéus pessoalmente, tendo originado chapéus suficientes para usar um diferente em cada cena de 30 Rock, o que se traduz em cerca de três chapéus por episódio. O conteúdo dos chapéus de Frank reflete frequentemente a sua personalidade sarcástica, interesses peculiares ou referências à cultura popular. Alguns exemplos notáveis incluem erros ortográficos, frases nostálgicas e afirmações bizarras que dão uma ideia do carácter de Frank antes mesmo de ele falar. Ocasionalmente, os chapéus são incorporados no enredo, acrescentando uma camada extra de comédia. A personalidade de Friedlander na vida real também envolve o uso de chapéus semelhantes durante as suas atuações de comédia stand-up. Muitas vezes, ostenta nesses chapéus títulos ou capacidades ultrajantes, como "Campeão do Mundo" em diversas línguas, o que contrasta humoristicamente com o seu comportamento descontraído. Em "Everything Sunny All the Time Always", Frank usa bonés que leem "Nap Partner" e "Casual Flosser." Friedlander afirmou que Frank é baseado em pelo menos dois guionistas com quem trabalhou durante o tempo de Fey no SNL. Embora a aparência de Frank, incluindo os seus chapéus, seja geralmente consistente ao longo da série, houve uma exceção notável na qual ele apareceu sem o seu boné caraterístico e barbeado, mostrando um aspeto drasticamente diferente.
Uma das cenas gravadas para "Everything Sunny All the Time Always" não foi inclusa na edição final que foi transmitida na televisão. Ao invés disso, foi adicionada como um aspeto bónus do DVD da quinta temporada de 30 Rock. Na cena, Liz bate a porta do seu vizinho Guario, interpretado pelo ator Bobby Moynihan caraterizado como uma paródia da personagem principal do jogo Super Mario Bros., para pedir ajuda para tirar o saco plástico da árvore. Moinihan viria a participar do episódio "Murphy Brown Lied to Us" na sexta temporada.

## Enredo
Jack Donaghy (Alec Baldwin) horrorizado ao tomar conhecimento que a sua espoa Avery Jessup (Elizabeth Banks) está detida na Coreia do Norte pelo presidente Kim Jong-Il (Margaret Cho). De princípio, Jack coloca a culpa em si mesmo, acreditando que o seu desejo pela ausência prolongada dela levou a isso. Ele contacta a sua ex-namorada Condoleezza Rice para tentar resgatá-la, mas, no final, Avery é forçada a se casar com Kim Jong-Un. Entretanto, Liz Lemon (Tina Fey) decide assumir o controlo da sua vida pessoal, tendo como objetivo transformar o seu lar e a sua vida com a mesma dedicação que usa no trabalho. Ela adota uma nova filosofia, o "Lizbeanismo", e decide arranjar o seu apartamento, mas depara-se com um problema ao notar um saco de plástico preso num dos ramos da árvore que dá de cara com a sua janela. Apesar de muitos esforços, o seu controlo sobre a situação desmorona-se quando uma frota de novos sacos enche o céu. Simultaneamente, Tracy Jordan (Tracy Morgan) sente-se inseguro com o laço que Kenneth Parcell (Jack McBrayer), Walter "Dot Com" Slattery (Kevin Brown) e Warren "Grizz" Griswold (Grizz Chapman) desenvolveram durante a sua ausência, inclusive o desenvolvimento de uma piada interna à qual denominam "Smooth move, Ferguson!" Intrigado, Tracy ordena-os a recriarem a piada para restaurar o equilíbrio, acabando por perceber que, na verdade, eles apenas formaram esse laço como uma maneira de lidarem com a sua ausência. No final, eles reconciliam-se com um abraço coletivo.